# Beinn Spionnaidh
Beinn Spionnaidh är ett berg i Storbritannien.   Det ligger i kommunen Highland och riksdelen Skottland, i den norra delen av landet, 800 km norr om huvudstaden London. Toppen på Beinn Spionnaidh är 773 meter över havet, eller 206 meter över den omgivande terrängen. Bredden vid basen är 2,4 km.
Terrängen runt Beinn Spionnaidh är huvudsakligen kuperad. Trakten runt Beinn Spionnaidh är nära nog obefolkad, med mindre än två invånare per kvadratkilometer. Närmaste större samhälle är Kinlochbervie, 13,5 km väster om Beinn Spionnaidh. Trakten runt Beinn Spionnaidh består i huvudsak av gräsmarker.